# カリサル (ベネズエラ)
カリサル（Carrizal）は、ベネズエラのミランダ州にある町である。行政上はカリサル市の市庁所在地で、その唯一の区、カリサル区にある。カリサル市の面積は32km²、2001年調査による人口は4万1,103人。
ミランダ州の北西部、ロスアルトス（高地）地方に位置し、標高約1300メートルある。カラカスの南郊外にある町で、自動車による通勤圏にある。また州都ロステケスにも近く、その郊外地区としての性格も持つ。ロステケス鉄道が、カラカス・ロステケス間を結ぶ2番目の鉄道路線の建設計画を進めている。
2006年に民主行動のホセ・ルイス・ロドリゲスが市長に選ばれた。

## 隣接する市
- ミランダ州 - グアイカイプロ市、ロスサリアス市
- 首都地区 - リベルタドル市